# Одервіц
Одервіц (нім. Oderwitz) — громада в Німеччині, розташована в землі Саксонія. Входить до складу району Герліц.
Площа — 35,92 км2. Населення становить 4954 ос. (станом на 31 грудня 2020).